# Habitatge al carrer Barcelona, 7 (el Papiol)
L'Habitatge al carrer Barcelona, 7 és una obra modernista del Papiol (Baix Llobregat) inclosa a l'Inventari del Patrimoni Arquitectònic de Catalunya.

## Descripció
Edifici de planta rectangular que segueix el desnivell del terreny. Les finestres de la planta baixa presenten reixes modernistes força interessants, així com la balconada de la primera planta. Detalls de rajola blava coronen portes i finestres, sobretot a la part superior de la façana, tot i que avui en dia, n'han desaparegut gran part.